# Begoña San José Serrán
Begoña San José Serrán (Real Sitio de San Ildefonso, 13 d'agost de 1949) és una destacada feminista espanyola la trajectòria de la qual s'inicia en els anys 70. Va ser la primera Secretària de la Dona del sindicat CCOO, tant de Madrid (1976) com de l'àmbit Confederal (1977), càrrec que va ocupar fins a 1981. A més ha estat Sotsdirectora de la Dona de la Comunitat de Madrid (1989-1991); Regidora de l'Ajuntament de Madrid per IU (1991-1995) i Presidenta del Consell de la Dona de la Comunitat de Madrid (2000-2003). Llicenciada en Dret, ha estat Secretària Interventora de l'Administració Local des de 1984 fins a la seva jubilació en el 2014. Ha impulsat en les Administracions locals i autonòmiques la creació d'organismes específics vinculats a la promoció de la igualtat de les dones. Cofundadora del Fórum de Política Feminista i presidenta de la Coordinadora de Dones per a la Participació i la Igualtat (COMPI). D'ella les filòsofes Celia Amorós i Ana de Miguel, han destacat la seva tasca per haver fet de pont entre la teoria feminista i la militància política.